# فاکس (آریزونا)
فاکس (به انگلیسی: Fox) یک منطقهٔ مسکونی در ایالات متحده آمریکا است که در آریزونا واقع شده‌است. فاکس ۱٬۱۰۵ متر بالاتر از سطح دریا واقع شده‌است.